# 終末少女幻想アリスマチック
『終末少女幻想アリスマチック』（しゅうまつしょうじょげんそう アリスマチック）は、2006年10月27日にキャラメルBOXより発売されたアダルトゲーム。
滅亡の危機にある終末世界を救うために集められた若者たちの、日常と非日常が交錯する物語。
2008年にはラッセル・キュアからPlayStation 2版『終末少女幻想アリスマチック APOCALYPSE』（ - アポカリプセ）が発売された。

## リリース
- 2006年10月27日 - Windows用初回版 発売。特典は初期設定原画集。
- 2007年10月19日 - Windows用DVD-ROM版『キャラメルBOX やるきばこ2 エピソードV:やるきねこの逆襲』発売。おまけシナリオ収録。
- 2008年5月29日 - PS2版発売。初回特典版は実物のタローカードとそれを用いた占いの解説等を収録した「小鳥遊圭のタロー占いCD」同梱。また、PS2版の予約特典としてPS2版OP「révélation」のフルバージョン及びショートバージョン、そして各々のカラオケバージョンの計4曲を収録したCDが添付されていた。
- 2009年8月27日 - PS2 Russell games best版 発売。
- 2010年4月2日 - Windows用ダウンロード版 発売。

## システム
本作では、占いカードを入手するイベントが発生する「骨牌（かるた）システム」と呼ばれるシステムが採用されている。特殊フラグである｢タローカード｣を全て集めるとエピローグが見られる

## ストーリー
次元が融合する散花蝕（ペトレーション）と呼ばれる原因不明の超自然災害により、人類の生存圏は少しずつ侵食されていき、世界は終末を迎えていた。そんな中、東京の新東雲学園研究都市に集められたのは、いずれも腕に覚えのある少年少女たち。彼らの役割は、世界を救うための機械装置を動かすのに必要な意志の力を振り絞ること。そのためには仮想現実空間で死闘を演じ、精神を研ぎ澄まさなくてはならない。若者たちによる「世界を救う」闘いが始まる。

## キャラクター

### 主人公
丸目 蔵人（まるめ くろうど）
声 : 空野太陽
誕生日 : 8月20日 獅子座、血液型：O型、身長：175cm
流派 : タイ捨流
武器 : 長船兼光（おさふねかねみつ） 四尺六寸(約140cm)の野太刀
本作の主人公で、「タイ捨流」創始者の丸目蔵人佐の末裔である。
戦闘前に集中力を出す為に「唵摩利支曳娑婆訶（オンマリシエイソワカ） 天清浄（てんしょうじょう） 地清浄（ちしょじょう） 人清浄（じんしょうじょう） 六根清浄（ろっこんしょうじょう）」と唱える。
蔵人が弾くギターの曲は「やるきばこ」収録の「月踊亭にて -At Moondance diner-」でヒロインの一人である涼子が弾く曲と同じである。
家族構成は父親と姉。母親は既に亡くなっている。姉の美弥は「キャラメルBOX やるきばこ2 エピソードV:やるきねこの逆襲」の追加シナリオに登場した。

### ヒロイン
月瀬 小夜音（つきがせ さやね）
声 : 由良香
誕生日：4月18日 牡羊座、血液型：AB型、身長：172cm
流派：新陰流
武器：三池典太（みいけてんた） 二尺三寸(約75cm)の太刀
第二十三代月瀬家総帥で、柳生石舟斎の血を引く。剣術以外に諜報術にも長けている。
一見派手なゴスロリドレスには重りが仕込まれており、これを脱ぐと超人的な反応速度になる。さらに縮地を習得済みであり、これらを駆使する彼女との戦闘は脅威以外の何物でもない。
自身が病魔に侵され、余命があまり長くないことを自覚している。
觀興寺 六花（かんこうじ りっか）
声 : 佐本二厘
誕生日：9月20日 乙女座、血液型：B型、身長：157cm
流派：寶藏院流槍術
武器：金房兵衛尉政貞（かなんぼうひょうえのじょうまささだ） 全長約九尺(2.7m)の片鎌十文字槍
姓の由来は、寶藏院流槍術の一派である「寶藏院流高田派槍術」の創始者高田又兵衛の弟子の觀興寺七兵衛正吉から。
明るく朗らかな性格でおっちょこちょいだが、他人への気づかいもできる。
本来は彼女の兄が寶藏院流槍術の継承者であったが、彼が若くして亡くなったため、祖父・道胤によって彼女が代わりに槍術を仕込まれた。
中条 白衣（ちゅうじょう しろえ）
声 : まきいづみ
誕生日：10月23日 天秤座、血液型：A型、身長：142cm
流派：富田流小太刀
武器：長曽祢虎徹入道興里（ながそねこてつにゅうどうおきさと） 一尺八寸(約55cm)の小刀
姓の由来は、中条流（後に富田流となる）の創始者である中条兵庫頭長秀から。
黒衣とは双子の姉妹で、白衣が姉。男子を欲していた父親からこれ以上無いほどの厳しさで剣術を仕込まれる。また、その際の父親と黒衣の間に起こった事件により、黒衣にかなりの負い目を感じている。
そのためか、当初は黒衣の勢いに完全に飲まれてしまっている。
中条 黒衣（ちゅうじょう くろえ）
声 : 文月かな
誕生日：10月24日 蠍座、血液型：A型、身長：142cm
流派：富田流小太刀
武器：長曽祢虎徹入道興里 一尺八寸の小刀
白衣とは双子であるが、誕生日が1日違いであり星座も異なる。父親の折檻から白衣をかばい続けていたが、ある日滝壺に飲まれてしまう。しかし、白衣を想うあまり死をも乗り越えて仙人（尸解仙〔しかいせん〕）となった。
そういった出来事から、「姉を守り抜く」という一念が彼女にとっての生きる意味となっている。
本人は仙人と呼ばれることを嫌がっている。
疋田 伊織（ひきた いおり）
声 : 松永雪希
誕生日：11月11日 蠍座、血液型：A型、身長：174cm
流派：二天一流
武器：古代ローマの処刑刀（エグゼキューター） 全長110cm、刃長90cm
姓の由来は歴史上実在した上泉信綱門下で「疋田陰流」創始者の疋田景兼から。
人間と「深海に仕えし者（アビッサル）」との混血である少女。両親から放任されたため、対人関係や一般常識などの知識については非常に稚拙であるが、かなりの読書家で書物から得た学問的知識はかなりのものである。
冬芽とは馬が合ったのか、後に姉妹のような関係を築く。
刀伎直 冬芽（ときのあたい ふゆめ）
声 : 安玖深音
誕生日：7月21日 蟹座、血液型：A型、身長：151cm
先天的に盲目ゆえか霊力に長けており、人や物の魂魄を感じて、まるで目が見えているかのように行動することが可能である。
育ての親の言葉で新東雲学園研究都市に来たが、自分が何を行うべきなのかがまだ定かではない。
剣を振るうわけではないため物語序盤は傍観者的な位置にあるが、中盤以降はかなり重要な立場となる。伊織とは馬が合ったのか、後に姉妹のような関係を築く。
実は倭姫（アマト）という女神の転生で、素戔嗚や菊理媛とは兄姉妹という関係にある。
作中では巫女とされているが、彼女の着ている服は神官のものと同一（袴の色が浅葱色）である。
なお、作中の祝詞で「種々」を「タネダネ」と詠んでいるが、一般にこれは「クサグサ」と詠む。

### サブキャラクター
伊集院 観影（いじゅういん みかげ）
声 : 深井晴花
誕生日：1月28日 水瓶座、血液型：AB型、身長：170cm
流派：示現流
武器：信国重包（のぶくにしげかね）
蔵人達を招集した張本人で、ミウルゴスプロジェクトの責任者となる。
姉の光璃が実験中の「事故」でデミウルゴスに取り込まれてしまい、それが切っ掛けとなって後に当時の責任者である疋田泳堂とアビゲイル・マーシュの両名を殺害した。
上泉 信綱（かみいずみ のぶつな）
声優 : Prof.紫龍
生年不明、血液型：AB型、身長：188cm
流派：愛洲陰流 / 新陰流
武器：無銘 二尺四寸(約78cm)の刀
歴史上の剣聖である上泉伊勢守信綱を自称する謎の男で、冬芽には神話の神「素戔嗚さま」と呼ばれている。冬芽曰く（信綱の）魂魄が自分が空想した素戔嗚のそれに似ているとのこと。
本人曰く514歳とのことだったが、冬芽に素戔嗚と呼ばれてからは+5000して5514歳と称するようになった。
無構えの境地に達していて、彼との戦闘は困難を極める。
その正体はアウターゴッズであるN（ナイアーラトテップ）の一面にして素戔嗚その人。素戔嗚の立場では菊理媛や倭姫とは兄姉妹という関係になる。
また、劇中にて当人の口からヌァザ（ケルト神話に登場する神の一柱で、トゥアハ・デ・ダナーン（ダーナ神族）の王。クトゥルー神話におけるノーデンス）の名が出ている事から、クトゥルー神話における旧神との繋がりも推察される。
小鳥遊 圭（たかなし けい）
声優 : 理多
誕生日：7月29日 獅子座、血液型：B型、身長：155cm
フルネームは圭・ブラッファルド・小鳥遊。 魔術師（メイガス）で、聖竜騎士公(セント・ゲオルギウス)修道会に所属する熟練者(アデプト)。
坂上田村麻呂という大層な名の音呼（インコ）を飼っている。また、自身が女性でありながら女性に対する物腰や態度から「女殺しの小鳥遊（レディーキラーたかなし）」という異名で呼ばれる。
両手に聖痕を持ち、本来なら彼女が世界修復の任を負うはずであったが、とある事情からその資格を失い、傍観者としてこの事態に接する。
ちなみに同じキャラメルBOXのゲーム『処女はお姉さまに恋してる』にも、容姿が似た同姓同名のキャラクターが登場する。
伊集院 光璃（いじゅういん ひかり）
声 : ありす
コードネーム : ソフィアー
伊集院観影の実姉で、旧名は高見光璃（たかみ ひかり）。実験中の「事故」でデミウルゴスに取り込まれており、主人公たちとは仮想世界（プレロマ）で顔を合わせている。
菊理媛（くくりひめ : 愛称クーリ）という女神の転生で、「事故」も実は彼女が意図したものであった。
また、子どもの時の彼女自身を子ども時代の蔵人に会わせたり、その後デミウルゴス運用中にも蔵人の元に出現させたりするが、これらも全て彼女が意図したことであった。
彼女の人間としての身体は学園の医科棟で眠りについているが、デミウルゴス融合時に精神が人としての器を超えたため、その身体に戻ることはできない。なお、その身体はあるヒロインのストーリーの最終局面で非常に重要な役目を演ずることになる。
歪みし者（ストレイニアン）
声 : 野神奈々
旧き蕃神の尖兵と化した女性。元は普通のOLであったが、蕃神の呼びかけにより覚醒する。基本的にクトゥルー側の存在だが、六花ルートと冬芽ルートにおいては対抗勢力に所属する。
高杉 優作（たかすぎ ゆうさく）
蔵人たちのクラスメイト。脇役キャラ。
武居 真尋（たけい まひろ）
声 : 野神奈々
蔵人たちのクラスメイト。つるぺたキャラ。クラス委員。ニックネームは「ろーちゃん」。
相模 八千代（さがみ やちよ）
声 : 松永雪希
蔵人たちのクラスメイト。巨乳キャラ。彼氏持ち。ニックネームは「やっち」。
仁保 逸美（にお いつみ）
声 : まきいづみ
ショッピングモールの茶葉店「茶房松泉」のフロアマネージャー。茶葉だけでなくモール内外の店舗事情等にも明るい。
藤林 於雪（ふじばやし おゆき）
声 : 文月かな
藤林忍群の頭目。携帯電話に盗視・盗聴装置を組み込むことのできる技量の持ち主。
「やるきばこ2」の追加シナリオにも登場している。
鴻上 良子（こうがみ りょうこ）
声 : 佐本二厘
伊集院御影の部下。デミウルゴスおよび冬寂（ウィンターミュート）システムのオペレータ。
「やるきばこ2」の追加シナリオにも登場している。
堂本 仁美（どうもと ひとみ）
声 : 安玖深音
伊集院御影の部下。デミウルゴスおよび冬寂システムのオペレータ。
「やるきばこ2」の追加シナリオにも登場している。
丸目 美弥（まるめ みや）
蔵人の姉。「やるきばこ2」の追加シナリオに登場。
月瀬 弦一郎（つきがせ げんいちろう）
小夜音の父。「やるきばこ2」の追加シナリオに登場。
月瀬 夕貴（つきがせ ゆうき）
小夜音の母。「やるきばこ2」の追加シナリオに名前のみ登場。
八島（やつしま）
300年前の吉原のお職女郎。誰かに呼ばれて魄が目覚める。「やるきばこ2」の追加シナリオに登場。

## 用語
散花蝕（ペトレーション）
13あると言われている次元の融合現象。
一度散花蝕が起こると、その地域での生存は不可能になる。
デミウルゴスシステム
散花蝕に対抗すべく、オーパーツと現代科学を融合させた、運命改変装置。
アルコーンシステムによって人の精神力等で励起し、地球を消し飛ばすほどのエネルギーを持った重力波を宇宙へ射出して、稼働させた精神の方向へ運命を改変する。
システムは被験者の精神を入力し、仮想空間へ送り込む装置「ニトクリスの鏡」に囲まれている。
仮想空間（プレロマ）
デミウルゴス内にて、極限状態まで精神を研ぎ澄ませるために、被験者同士に死合いをさせるための空間。
その景観は被験者の精神に大きく左右される。
冬寂（ウィンターミュート）
デミウルゴスシステムによって運命を正しい方向へ改変出来たかどうかを観測するためのAI。
新東雲学園都市（しんしののめがくえんとし）
デミウルゴスシステムの研究開発運営管理を司る研究施設のある人工島。
主人公らが通う学園もこの島に存在する。
学園の教師は皆研究員が掛け持ちでしているため、授業は結構おざなりらしい。
残滓（レムナント）
デミウルゴスによって改変された運命の揺り戻しが、その場にある魄（はく）を吸収し具現化したもの。
その強さは魄の持ち主の生前の強さに比例する。
旧き蕃神（アルデス・ドミニエンデス）
クトゥルー神話における旧支配者（グレート・オールド・ワンズ）であり、日本神話の悪しき星「天津甕星」とも同一視される。
深海に仕えし者（アビッサル）
旧き蕃神に仕える為に作られた存在。半魚半人の姿をしている。
人間と子を成すことができるが、わずかでもその血が混じっている者は、旧き蕃神またはそれに類する者の呼び声が聞こえ、徐々に先祖返りを起こして最終的に海へ帰ると言う。
水蛇（ハイドラ）
アビッサルを使役している旧き蕃神の一柱。
クトゥルー
ハイドラを眷族に持つ、旧き蕃神の一柱。
水を象徴し、大抵のルートでは、歪みし者はクトゥルーの眷属である。
財団（ファウンデーション）
遙か昔に旧き蕃神に対抗すべく作られた組織。
ダゴン秘儀教団（－ひぎきょうだん）
旧き蕃神を崇め、旧き蕃神の野望を具現する為に活動している黒魔術結社（ブラックロッジ）。
下位組織に九蔓祷水会（くずるとうすいかい）があり、疋田永堂らが所属していた。
聖竜騎士公修道会（セントゲオルギウスしゅうどうかい）
圭が所属する魔術結社。
財団の下部組織の一つ。
偏倚多面体（ダイス / トラペゾヘドロン）
デミウルゴスシステムの核ともいうべきオーパーツ。内部構造は一切解析不能。
Nの所持品であり、人間に貸与中。
銀の鍵 / 銀の回路（アルゲンチウム）
デミウルゴスシステムに情報を記録された被験者を指す言葉であり、運命改変装置を稼働させるための回路の事であり、偏倚多面体と外郭装置を繋ぐ変換素子であるオーパーツの名前。
交叉集時点（クロスホエン）
総ての世界の総ての知的生命体の思考がつながる場所であり、あらゆる知的生命体から構成される思索のネットワーク。
時空連続体の外側にある「最極の虚空」に存在する。
人類のみならず、全く異種の知的生命体も交叉集時点とつながっている。人類の普遍的無意識さえも、交叉集時点の一側面に過ぎない。
交叉集時点自体は高度な知を持つが故に白痴であり、自身の感情を持つことなく、ただあらゆる世界から集められた叡智がたゆたうだけの場所だが、仮に知的生命体が交叉集時点に到達して何らかの感情を発すれば、交叉集時点につながるあらゆる知的生命体がその感情の支配下に置かれることとなる。散花蝕はこの交叉集時点を得ることを目的として引き起こされているらしい。
作中では「最極の虚空」「白痴」などクトゥルー神話におけるアザトースやヨグ＝ソトースを思わせる用語での解説が成されている。
骨牌（カルタ）
GNOSIS [霊知]
THE SYNTHESIS [統合体]
GISTATION [懐胎]
TIGHTROPE WALKER [綱を渡る者]
DARK NIGHT [闇夜]
THROUGH A GLASS DRAKLY [暗い硝子を透かして]
THE SWEIN [白鳥]
GENESIS [創世]
DISCRIMINATION [眼識力]
HALL OF LEARNING [学習の間]
THE BUILDER [建設者]
COMPLETION [完成]
IMPASSE [袋小路]
THE CEREMONY [儀式]
ENCHANTED FOREST [魔力ある森]
THE NEOPHYTE [初学者]
作中の用語は日本神話、クトゥルー神話、グノーシス主義、SF小説に由来するものが多い。
注釈
専門的な用語や、難しい言葉が出てきたときに出る。処女はお姉さまに恋してるからの登場。
何故か意思を持つようで耳年増と注釈を出し六花に怒られ、謝るシーンがある。
薔薇
背景や回想シーンに出たりする。主に小夜音の立ち絵の背景に出てくる。
やるきばこ2のシナリオ内で六花に白い薔薇が使われ、開発スタッフが謝罪するシーンがある。

## 制作

### キャスティング
主人公の蔵人を演じた空野太陽は、方言で話す場面を含んでいたため、リテイクが増えて大変だったと振り返っている。小夜音役の由良香はキャラクターの第一印象と実態が異なっていたことにことに加え、お嬢様言葉が多い上に、難しい説明もあったため、ひやひやしながらセリフを読んでいたと振り返っている。また、光璃を演じたありすも、難解なセリフが多くて大変だったと話している。

## スタッフ
- シナリオ：嵩夜あや
- シナリオ補佐：森林 彬
- キャラクターデザイン・原画：クロサキ
- CG監修：カヴ
- CG：カヴ・アマクラ・南 幸紀・とび・柳・エノモト
- 音楽：hosplug
- 音楽プロデュース：細井 聡司
- 音楽制作・著作：ホスプラグ
- BGM制作：細井 聡司
- 背景：神威 光司・瓜田 うめ吉・秋山 健太郎・臼田 真弓・森本 茂・大鷹 ゆみこ・草薙（KUSANAGI）
- 効果音：フルテン･エクスプロージョン
- 効果音制作協力：フレディー足音
- ムービー制作：神月 社（es-dev.）
- プログラム：なかまる・電柱一家
- スクリプト：嵩夜 あや・森林 彬・なかまる
- デザインワーク：デザインワークショップ スクアドラ
- カルタシステムカードデザイン：岡崎 博成（OKADESIGN）
- 音声収録・キャスティング：松沼 廣有（ホビボックス株式会社）
- セールスプランニング：小山 秀一（ホビボックス株式会社）
- 販売営業：結城 哲夫（ホビボックス株式会社）
- セールスプロモーション：村 敏彦（ホビボックス株式会社）・加藤 伸也（同）・黒澤 幸介（同）
- 広報：はむこ
- WEB広報：さじたひかる
- Special Thanks：えび（SoundUnion）・PLAGAREC・大三元ご夫妻・銭取・ごきち
- エグゼクティブプロデューサー：倉崎 克之（ホビボックス株式会社）・渡邊 憲博（株式会社姫屋ソフト）
- プロデューサー：エノモト
- 制作協力：ホビボックス株式会社
- ディレクター：エノモト

## 主題歌
オープニングテーマ（PC版）「SINCLAIR」
作詞：嵩夜あや / 作・編曲：細井聡司 / 歌：榊原ゆい
挿入歌（PC・PS2版）「core」
作詞：榊原ゆい / 作・編曲：細井聡司 / 歌：榊原ゆい
エンディングテーマ（PC・PS2版）「whisper moon」
作詞：中原涼 / 作・編曲：細井聡司 / 歌：中原涼
PS2版オープニングテーマ「révélation」
作詞：嵩夜あや / 作曲：細井聡司 / 歌：榊原ゆい

## その他
- PC版では「なかまるコマンド」で各攻略キャラの好感度を一覧で見ることができる。やり方は、タイトル画面でキーボードから「nkmr」と入力する。